# Каландадзе, Велимир Иосифович
Велимир Иосифович Каландадзе (15 мая 1935, Тбилиси —  27 октября 2017) — грузинский, ранее советский, шахматный композитор; международный мастер по шахматной композиции (1984). Инженер. С 1956 опубликовал свыше 150 этюдов, завоевал на конкурсах 80 отличий (15 призов). Участник 10 личных чемпионатов СССР (1965—1985), в том числе 4-е место в 14-м чемпионате (1983). В этюдной композиции специализируется в области ладейных окончаний.

## Задачи
|   | a | b | c | d | e | f | g | h |   |
| - | --- | --- | --- | --- | --- | --- | --- | --- | - |
| 8 | a7 белая ладья · c7 белая ладья · g7 чёрная пешка · h7 белая пешка · b6 белая пешка · b4 чёрная ладья · h4 белый король · b2 чёрный король · h2 чёрная пешка · h1 чёрная ладья | a7 белая ладья · c7 белая ладья · g7 чёрная пешка · h7 белая пешка · b6 белая пешка · b4 чёрная ладья · h4 белый король · b2 чёрный король · h2 чёрная пешка · h1 чёрная ладья | a7 белая ладья · c7 белая ладья · g7 чёрная пешка · h7 белая пешка · b6 белая пешка · b4 чёрная ладья · h4 белый король · b2 чёрный король · h2 чёрная пешка · h1 чёрная ладья | a7 белая ладья · c7 белая ладья · g7 чёрная пешка · h7 белая пешка · b6 белая пешка · b4 чёрная ладья · h4 белый король · b2 чёрный король · h2 чёрная пешка · h1 чёрная ладья | a7 белая ладья · c7 белая ладья · g7 чёрная пешка · h7 белая пешка · b6 белая пешка · b4 чёрная ладья · h4 белый король · b2 чёрный король · h2 чёрная пешка · h1 чёрная ладья | a7 белая ладья · c7 белая ладья · g7 чёрная пешка · h7 белая пешка · b6 белая пешка · b4 чёрная ладья · h4 белый король · b2 чёрный король · h2 чёрная пешка · h1 чёрная ладья | a7 белая ладья · c7 белая ладья · g7 чёрная пешка · h7 белая пешка · b6 белая пешка · b4 чёрная ладья · h4 белый король · b2 чёрный король · h2 чёрная пешка · h1 чёрная ладья | a7 белая ладья · c7 белая ладья · g7 чёрная пешка · h7 белая пешка · b6 белая пешка · b4 чёрная ладья · h4 белый король · b2 чёрный король · h2 чёрная пешка · h1 чёрная ладья | 8 |
| 7 | a7 белая ладья · c7 белая ладья · g7 чёрная пешка · h7 белая пешка · b6 белая пешка · b4 чёрная ладья · h4 белый король · b2 чёрный король · h2 чёрная пешка · h1 чёрная ладья | a7 белая ладья · c7 белая ладья · g7 чёрная пешка · h7 белая пешка · b6 белая пешка · b4 чёрная ладья · h4 белый король · b2 чёрный король · h2 чёрная пешка · h1 чёрная ладья | a7 белая ладья · c7 белая ладья · g7 чёрная пешка · h7 белая пешка · b6 белая пешка · b4 чёрная ладья · h4 белый король · b2 чёрный король · h2 чёрная пешка · h1 чёрная ладья | a7 белая ладья · c7 белая ладья · g7 чёрная пешка · h7 белая пешка · b6 белая пешка · b4 чёрная ладья · h4 белый король · b2 чёрный король · h2 чёрная пешка · h1 чёрная ладья | a7 белая ладья · c7 белая ладья · g7 чёрная пешка · h7 белая пешка · b6 белая пешка · b4 чёрная ладья · h4 белый король · b2 чёрный король · h2 чёрная пешка · h1 чёрная ладья | a7 белая ладья · c7 белая ладья · g7 чёрная пешка · h7 белая пешка · b6 белая пешка · b4 чёрная ладья · h4 белый король · b2 чёрный король · h2 чёрная пешка · h1 чёрная ладья | a7 белая ладья · c7 белая ладья · g7 чёрная пешка · h7 белая пешка · b6 белая пешка · b4 чёрная ладья · h4 белый король · b2 чёрный король · h2 чёрная пешка · h1 чёрная ладья | a7 белая ладья · c7 белая ладья · g7 чёрная пешка · h7 белая пешка · b6 белая пешка · b4 чёрная ладья · h4 белый король · b2 чёрный король · h2 чёрная пешка · h1 чёрная ладья | 7 |
| 6 | a7 белая ладья · c7 белая ладья · g7 чёрная пешка · h7 белая пешка · b6 белая пешка · b4 чёрная ладья · h4 белый король · b2 чёрный король · h2 чёрная пешка · h1 чёрная ладья | a7 белая ладья · c7 белая ладья · g7 чёрная пешка · h7 белая пешка · b6 белая пешка · b4 чёрная ладья · h4 белый король · b2 чёрный король · h2 чёрная пешка · h1 чёрная ладья | a7 белая ладья · c7 белая ладья · g7 чёрная пешка · h7 белая пешка · b6 белая пешка · b4 чёрная ладья · h4 белый король · b2 чёрный король · h2 чёрная пешка · h1 чёрная ладья | a7 белая ладья · c7 белая ладья · g7 чёрная пешка · h7 белая пешка · b6 белая пешка · b4 чёрная ладья · h4 белый король · b2 чёрный король · h2 чёрная пешка · h1 чёрная ладья | a7 белая ладья · c7 белая ладья · g7 чёрная пешка · h7 белая пешка · b6 белая пешка · b4 чёрная ладья · h4 белый король · b2 чёрный король · h2 чёрная пешка · h1 чёрная ладья | a7 белая ладья · c7 белая ладья · g7 чёрная пешка · h7 белая пешка · b6 белая пешка · b4 чёрная ладья · h4 белый король · b2 чёрный король · h2 чёрная пешка · h1 чёрная ладья | a7 белая ладья · c7 белая ладья · g7 чёрная пешка · h7 белая пешка · b6 белая пешка · b4 чёрная ладья · h4 белый король · b2 чёрный король · h2 чёрная пешка · h1 чёрная ладья | a7 белая ладья · c7 белая ладья · g7 чёрная пешка · h7 белая пешка · b6 белая пешка · b4 чёрная ладья · h4 белый король · b2 чёрный король · h2 чёрная пешка · h1 чёрная ладья | 6 |
| 5 | a7 белая ладья · c7 белая ладья · g7 чёрная пешка · h7 белая пешка · b6 белая пешка · b4 чёрная ладья · h4 белый король · b2 чёрный король · h2 чёрная пешка · h1 чёрная ладья | a7 белая ладья · c7 белая ладья · g7 чёрная пешка · h7 белая пешка · b6 белая пешка · b4 чёрная ладья · h4 белый король · b2 чёрный король · h2 чёрная пешка · h1 чёрная ладья | a7 белая ладья · c7 белая ладья · g7 чёрная пешка · h7 белая пешка · b6 белая пешка · b4 чёрная ладья · h4 белый король · b2 чёрный король · h2 чёрная пешка · h1 чёрная ладья | a7 белая ладья · c7 белая ладья · g7 чёрная пешка · h7 белая пешка · b6 белая пешка · b4 чёрная ладья · h4 белый король · b2 чёрный король · h2 чёрная пешка · h1 чёрная ладья | a7 белая ладья · c7 белая ладья · g7 чёрная пешка · h7 белая пешка · b6 белая пешка · b4 чёрная ладья · h4 белый король · b2 чёрный король · h2 чёрная пешка · h1 чёрная ладья | a7 белая ладья · c7 белая ладья · g7 чёрная пешка · h7 белая пешка · b6 белая пешка · b4 чёрная ладья · h4 белый король · b2 чёрный король · h2 чёрная пешка · h1 чёрная ладья | a7 белая ладья · c7 белая ладья · g7 чёрная пешка · h7 белая пешка · b6 белая пешка · b4 чёрная ладья · h4 белый король · b2 чёрный король · h2 чёрная пешка · h1 чёрная ладья | a7 белая ладья · c7 белая ладья · g7 чёрная пешка · h7 белая пешка · b6 белая пешка · b4 чёрная ладья · h4 белый король · b2 чёрный король · h2 чёрная пешка · h1 чёрная ладья | 5 |
| 4 | a7 белая ладья · c7 белая ладья · g7 чёрная пешка · h7 белая пешка · b6 белая пешка · b4 чёрная ладья · h4 белый король · b2 чёрный король · h2 чёрная пешка · h1 чёрная ладья | a7 белая ладья · c7 белая ладья · g7 чёрная пешка · h7 белая пешка · b6 белая пешка · b4 чёрная ладья · h4 белый король · b2 чёрный король · h2 чёрная пешка · h1 чёрная ладья | a7 белая ладья · c7 белая ладья · g7 чёрная пешка · h7 белая пешка · b6 белая пешка · b4 чёрная ладья · h4 белый король · b2 чёрный король · h2 чёрная пешка · h1 чёрная ладья | a7 белая ладья · c7 белая ладья · g7 чёрная пешка · h7 белая пешка · b6 белая пешка · b4 чёрная ладья · h4 белый король · b2 чёрный король · h2 чёрная пешка · h1 чёрная ладья | a7 белая ладья · c7 белая ладья · g7 чёрная пешка · h7 белая пешка · b6 белая пешка · b4 чёрная ладья · h4 белый король · b2 чёрный король · h2 чёрная пешка · h1 чёрная ладья | a7 белая ладья · c7 белая ладья · g7 чёрная пешка · h7 белая пешка · b6 белая пешка · b4 чёрная ладья · h4 белый король · b2 чёрный король · h2 чёрная пешка · h1 чёрная ладья | a7 белая ладья · c7 белая ладья · g7 чёрная пешка · h7 белая пешка · b6 белая пешка · b4 чёрная ладья · h4 белый король · b2 чёрный король · h2 чёрная пешка · h1 чёрная ладья | a7 белая ладья · c7 белая ладья · g7 чёрная пешка · h7 белая пешка · b6 белая пешка · b4 чёрная ладья · h4 белый король · b2 чёрный король · h2 чёрная пешка · h1 чёрная ладья | 4 |
| 3 | a7 белая ладья · c7 белая ладья · g7 чёрная пешка · h7 белая пешка · b6 белая пешка · b4 чёрная ладья · h4 белый король · b2 чёрный король · h2 чёрная пешка · h1 чёрная ладья | a7 белая ладья · c7 белая ладья · g7 чёрная пешка · h7 белая пешка · b6 белая пешка · b4 чёрная ладья · h4 белый король · b2 чёрный король · h2 чёрная пешка · h1 чёрная ладья | a7 белая ладья · c7 белая ладья · g7 чёрная пешка · h7 белая пешка · b6 белая пешка · b4 чёрная ладья · h4 белый король · b2 чёрный король · h2 чёрная пешка · h1 чёрная ладья | a7 белая ладья · c7 белая ладья · g7 чёрная пешка · h7 белая пешка · b6 белая пешка · b4 чёрная ладья · h4 белый король · b2 чёрный король · h2 чёрная пешка · h1 чёрная ладья | a7 белая ладья · c7 белая ладья · g7 чёрная пешка · h7 белая пешка · b6 белая пешка · b4 чёрная ладья · h4 белый король · b2 чёрный король · h2 чёрная пешка · h1 чёрная ладья | a7 белая ладья · c7 белая ладья · g7 чёрная пешка · h7 белая пешка · b6 белая пешка · b4 чёрная ладья · h4 белый король · b2 чёрный король · h2 чёрная пешка · h1 чёрная ладья | a7 белая ладья · c7 белая ладья · g7 чёрная пешка · h7 белая пешка · b6 белая пешка · b4 чёрная ладья · h4 белый король · b2 чёрный король · h2 чёрная пешка · h1 чёрная ладья | a7 белая ладья · c7 белая ладья · g7 чёрная пешка · h7 белая пешка · b6 белая пешка · b4 чёрная ладья · h4 белый король · b2 чёрный король · h2 чёрная пешка · h1 чёрная ладья | 3 |
| 2 | a7 белая ладья · c7 белая ладья · g7 чёрная пешка · h7 белая пешка · b6 белая пешка · b4 чёрная ладья · h4 белый король · b2 чёрный король · h2 чёрная пешка · h1 чёрная ладья | a7 белая ладья · c7 белая ладья · g7 чёрная пешка · h7 белая пешка · b6 белая пешка · b4 чёрная ладья · h4 белый король · b2 чёрный король · h2 чёрная пешка · h1 чёрная ладья | a7 белая ладья · c7 белая ладья · g7 чёрная пешка · h7 белая пешка · b6 белая пешка · b4 чёрная ладья · h4 белый король · b2 чёрный король · h2 чёрная пешка · h1 чёрная ладья | a7 белая ладья · c7 белая ладья · g7 чёрная пешка · h7 белая пешка · b6 белая пешка · b4 чёрная ладья · h4 белый король · b2 чёрный король · h2 чёрная пешка · h1 чёрная ладья | a7 белая ладья · c7 белая ладья · g7 чёрная пешка · h7 белая пешка · b6 белая пешка · b4 чёрная ладья · h4 белый король · b2 чёрный король · h2 чёрная пешка · h1 чёрная ладья | a7 белая ладья · c7 белая ладья · g7 чёрная пешка · h7 белая пешка · b6 белая пешка · b4 чёрная ладья · h4 белый король · b2 чёрный король · h2 чёрная пешка · h1 чёрная ладья | a7 белая ладья · c7 белая ладья · g7 чёрная пешка · h7 белая пешка · b6 белая пешка · b4 чёрная ладья · h4 белый король · b2 чёрный король · h2 чёрная пешка · h1 чёрная ладья | a7 белая ладья · c7 белая ладья · g7 чёрная пешка · h7 белая пешка · b6 белая пешка · b4 чёрная ладья · h4 белый король · b2 чёрный король · h2 чёрная пешка · h1 чёрная ладья | 2 |
| 1 | a7 белая ладья · c7 белая ладья · g7 чёрная пешка · h7 белая пешка · b6 белая пешка · b4 чёрная ладья · h4 белый король · b2 чёрный король · h2 чёрная пешка · h1 чёрная ладья | a7 белая ладья · c7 белая ладья · g7 чёрная пешка · h7 белая пешка · b6 белая пешка · b4 чёрная ладья · h4 белый король · b2 чёрный король · h2 чёрная пешка · h1 чёрная ладья | a7 белая ладья · c7 белая ладья · g7 чёрная пешка · h7 белая пешка · b6 белая пешка · b4 чёрная ладья · h4 белый король · b2 чёрный король · h2 чёрная пешка · h1 чёрная ладья | a7 белая ладья · c7 белая ладья · g7 чёрная пешка · h7 белая пешка · b6 белая пешка · b4 чёрная ладья · h4 белый король · b2 чёрный король · h2 чёрная пешка · h1 чёрная ладья | a7 белая ладья · c7 белая ладья · g7 чёрная пешка · h7 белая пешка · b6 белая пешка · b4 чёрная ладья · h4 белый король · b2 чёрный король · h2 чёрная пешка · h1 чёрная ладья | a7 белая ладья · c7 белая ладья · g7 чёрная пешка · h7 белая пешка · b6 белая пешка · b4 чёрная ладья · h4 белый король · b2 чёрный король · h2 чёрная пешка · h1 чёрная ладья | a7 белая ладья · c7 белая ладья · g7 чёрная пешка · h7 белая пешка · b6 белая пешка · b4 чёрная ладья · h4 белый король · b2 чёрный король · h2 чёрная пешка · h1 чёрная ладья | a7 белая ладья · c7 белая ладья · g7 чёрная пешка · h7 белая пешка · b6 белая пешка · b4 чёрная ладья · h4 белый король · b2 чёрный король · h2 чёрная пешка · h1 чёрная ладья | 1 |
|   | a | b | c | d | e | f | g | h |   |

В начальной позиции белый король находится под шахом: 

1.Крh3! Лh4+ 

(1. … Лg1 2.Кр: h2 Лbg4 3.Лс2+! Кр: с2 4.Ла2+ Крb3 

5.h8Ф Кр: а2 6.Фа8+ и 7.Фf3 с выигрышем). 

2.Кр: h4 Лb1 3.Ла2+! Кр: а2 4.Лс2+ Лb2 

5.Лс1 Лb1 6.Лh1! Л:h1! 7.h8Ф Лg1 8.Фа8+ Крb2 

9.Фh1! Л:h1 10.b7 и выигрывают.

## Книги
- 100 этюдов, Тбилиси, 1972, (на грузинском);
- Этюдные идеи в ладейном окончании, Тбилиси, 1978, (на грузинском).